# مؤيد الدين العرضي
مُؤَيِّدُ اَلدِّينِ اَلْعَرَضِيِّ اَلْعَامِرِي اَلدِّمَشْقِيَّ، هو عالم فلك وهندسة عربي. عاش خلال فترة العصور الوسطى، وغالبًا ما جاءت تسميته تبعًا لمنطقة العرض بين تدمر والرصافة في سوريا.
وُلِد العرضي عام 1200 تقريبًا، وتوفي في المدينة الإيرانية مراغة في عام 1266 تقريبًا.
كان العرضي أحد الشخصيات الرئيسية في علم الفلك الإسلامي في القرن الثالث عشر؛ إذ شارك في عدد من الابتكارات والتطورات العلمية الهامة. انتقل العرضي في وقت ما قبل عام 1239 إلى دمشق حيث عمل مهندسًا ومدرسًا للهندسة وربما لعلم الفلك كذلك. بنى في عام 1252/1253 –كما قال في رسالة الرصد- الأداة المثالية لحاكم حمص المنصور إبراهيم ابن شيركوه. انتقل في 1259 إلى مدينة مراغة في شمال شرق إيران بناءً على طلب نصير الدين الطوسي الذي دعاه إلى مراغة في أذربيجان (تقع حاليًا في شمال غرب إيران) للمساعدة في بناء مرصد تحت رعاية الحاكم المغولي هولاكو خان.
كان المرصد حينها أحد أهم المعالم المبنية في العالم الإسلامي على الإطلاق، ويمكن القول بأنه كان أول مرصد شامل وكامل بالمعنى الحديث. تأسس ذاك الصرح في عام 1259، وكان العرضي قد وصل إلى مراغة في تلك السنة (أو قبل ذلك بوقت قصير). شارك في بناء مرصد خارج المدينة وشيد أجهزة خاصة وعجلات مائية لرفع الماء إلى الهضبة التي يقع عليها المرصد. شارك كذلك في بناء مسجد ومبنى سكني خاص لهولاكو خان.
ذُكِر العرضي في كتاب الزيج الإلخاني لنصير الدين الطوسي. على الرغم من كونه فلكيا وصانع أدوات مميز، إلا أن مشاركته في المرصد اقتصرت على سنواته الأولى؛ فجميع ما شيّده كان قبل 1261/1262. صنع ابنه محمد –الذي كان أحد أعضاء طاقم المرصد أيضًا- نسخة من كتاب والده الذي دعي بـ «كتاب الهيئة»، كما صنع كرة أرضية سماوية استُخدِمت في المرصد، وهي الآن محفوظة في مدينة درسدن. ضمّت مدرسة مراغة كل من العرضي والطوسي، كما ضمّت أيضًا قطب الدين الشيرازي وعدد من علماء الفلك الآخرين.
كان كتاب «رسالة كيفيات الرصد» أو ببساطة «رسالة الرصد» عبارة عن مقالة غنية بالمعلومات تتمحور حول أدوات الرصد، وهي الآن محفوظة في باريس.
كانت بعض الأدوات الموجودة في المقالة معروفة على نطاق واسع، وبعضها الآخر ابتكرها العرضي بنفسه. ذكر الكتاب الآلات المستخدمة قبل وحتى تاريخ 1261/1262. تصف مقدمة كتاب ما يسمى بـ «الحلقة الهندية»، وفيه يخبرنا العرضي عن مكان وزمان تشييد الأدوات، كما يوضّح لنا علاقته بالطوسي.
كتب العرضي كتاب «الهيئة» قبل وقت قصير من وصوله إلى مراغة عام 1259، وهو كتاب حول علم الفلك النظري يتضمن نقدًا لكتاب بطليموس المجسطي وافتراضاته الكوكبية. يوجد نسختان من أبحاث العرضي: تعود النسخة الأولى إلى وقت ما بين عام 1235 و1245، وفي النسخة الأخرى قام بتعديل فصول كاملة من النص الأصلي لجعل الحجج فيه أكثر اتساقًا. يقدم العرضي في كتاب «الهيئة» علم الفلك البطلمي إلى القراء، ثم يشرح الصعوبات الناشئة عن بعض أساليب وتقنيات بطليموس، ومن ثم يقدم النماذج الفلكية الخاصة به بديلا لما سبق.
كانت مشكلة العرضي -وكذلك مشكلة علماء الفلك الآخرين التابعين لما يسمى مدرسة مراغة- الرئيسية مع مقاربة بطليموس لعلم الفلك هو عدم وجود اتساق بين النماذج الرياضية ومبادئ الفلسفة الطبيعية.
تنتهك هذه التناقضات في رأي العرضي الاتساق الأساسي بين النماذج الرياضية النظرية والبديهيات الطبيعية والفيزيائية المقبولة. تمسك العرضي بالمبادئ الأساسية لعلم الفلك اليوناني، وخاصةً الحركة الدائرية والموحدة للأجسام السماوية، والأرض باعتبارها مركز الكون غير المتحرك، كما أعرب عن تقديره لصحة الملاحظات الكوكبية الموجودة في كتاب بطليموس، لكنه اعترض على النماذج الرياضية التي ابتكرها بطليموس لوصف حركات الكواكب. حاول العرضي العثور على نماذج فلكية تتفق مع ملاحظات بطليموس، مع الحفاظ على الاتساق الرياضي والفيزيائي.
ورد ذكر كتاب «الهيئة» في الأدب الفلكي باعتباره انتقادًا لأفكار بطليموس، لكنه على ما يبدو لم يعتمد على عمل الطوسي الذي قدم أيضًا نماذج بديلة في العديد من أعماله (التي استند الكثير منها على تحويل الحركة الدائرية إلى حركة خطية). اقتُبِسَت أعمال العرضي من قبل ابن الشاطر، وأثّرت بابن العبري وقطب الدين الشيرازي.
وقد لوحظ وجود العديد من أوجه التشابه بين أعمال العرضي وأعمال نيكولاس كوبرنيكوس. بديل العرضي التقني لنموذج بطليموس للكواكب العليا هو نفسه الموجود في الكتاب في دورات الكواكب السماوية لكوبرنيكوس.
كتب العرضي بعض الأعمال البسيطة الأخرى: تعليق على البحث الفلكي لمحمد بن أحمد بن بشر المروزي -المعروف بالخَرَقي- في كتبه بصرة في علم الهيئة التي تتبع عن كثب صياغة الخرقي (موجودة في مخطوطة فريدة في مدريد)؛ ملحق لمشكلة في كتاب «المجسطي» لبطليموس، ومن المحتمل أنه محفوظ في مشهد وأنقرة؛ أطروحة مختصرة عن تحديد الأطوار الشمسية محفوظة في أنقرة وإسطنبول؛ وأيضًا «رسالة الأمل في الكرة الكاملة» حول الكرة المدرعة المذكورة في «رسالة الرصد» وكذلك في كتابه «الهيئة»، ويبدو أن هذا العمل غير متواجد حاليًا. بالإضافة إلى ذلك، نسخ العرضي نفسه أو ابنه في عام 1252/1253 مراجعة الطوسي لكتاب «المجسطي» وهي الآن محفوظة في القاهرة.
يتميز كلا عملي العرضي الرئيسيين –«رسالة الرصد» وكتاب «الهيئة»- بالتحسين والتدقيق والتطوير. حاول العرضي من أحد النواحي صنع أدوات دقيقة – بعضها اعتيادية، وبعضها الآخر من اختراعه الخاص- من شأنها أن تعطي أفضل ملاحظات ممكنة. يوفر «رسالة الرصد» للقارئ نظرة نادرة للاطلاع على تجهيزات أحد المراصد الإسلامية في القرون الوسطى.
من ناحية أخرى، حاول أن يجعل علم الفلك البطلمي أكثر اتساقًا عبر تطويره نظريات كوكبية جديدة ومتطورة للغاية، يطابق بعضها –رياضيًا- نماذج كوبرنيكوس غير البطلمية.

## مؤلفاته
- كتاب الهيئة
- رسالة في كيفية عمل آلات الرصد وكيفية استعمالها، وقد ترجمت إلى الفرنسية ثم إلى الألمانية ومؤخراً قام سڤيم تكلي بتحقيقها وترجمتها إلى التركية والإنجليزية. وفيها يفصّل مؤيد الدين كيفية عمل الآلات التي أنشأها بنفسه في مرصد مراغة وكيفية استعمالها.
- ملحق كتاب التبصرة، الذي عثر عليه جورج صليبا بين محفوظات مكتبة الإسكوريال في اسبانيا. وهو كتاب صغير الحجم كتبه العرضي على الأرجح عندما كان فتيًا.
- وأخيراً فقد ألف رسالة صغيرة جداً أتمّ فيها برهان الشكل الرابع في تاسعة المجسطي. ومن هذه الرسالة نسختان: واحدة في مشهد والأخرى في تركيا.[5][6]